# Betteldorf

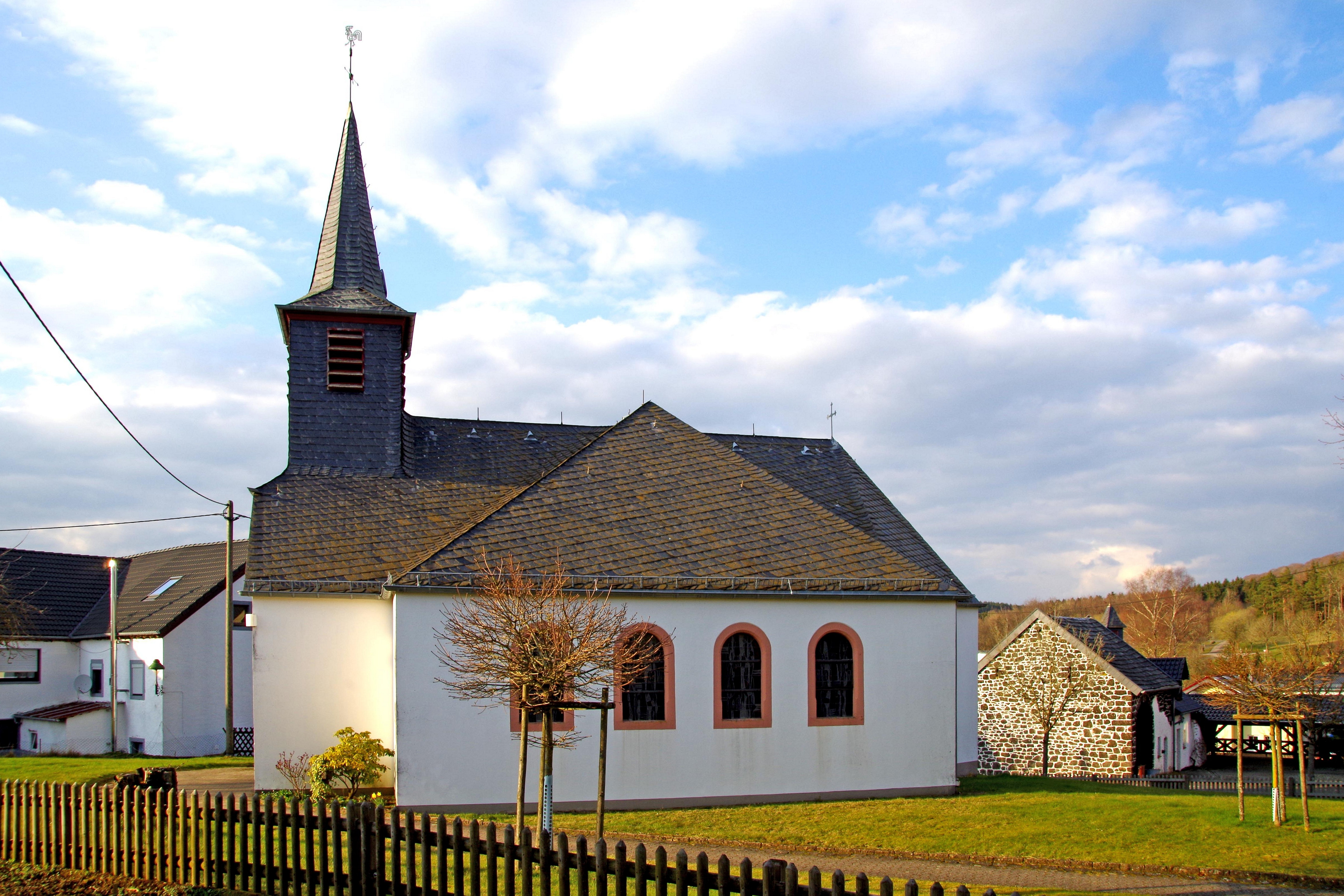
St. Apollonia, Südseite

Betteldorf ist eine Ortsgemeinde im Landkreis Vulkaneifel in Rheinland-Pfalz. Sie gehört der Verbandsgemeinde Daun an.

## Geographische Lage
Der Ort liegt in der Hohen Eifel am Fuße des Döhmberges, etwa elf Kilometer nordwestlich der Kreisstadt Daun. Durch Betteldorf führte die Eifelquerbahn, zwischen Dockweiler-Dreis und Hohenfels (Eifel). Süden führt die B 410 am Ort vorbei.
Zu Betteldorf gehören auch die Wohnplätze Kahlenberghof und Kleewiesenhof.
Südöstlich des Ortes liegt die Quelle des Ahr-Zuflusses Ahbach.

## Geschichte
Der Ortsname geht zurück auf einen Römer namens Betilo, der um 475 auf dem heutigen Gemeindegebiet eine Pferdewechselstation an der Maas-Mosel-Römerstraße betrieb.
Statistik zur Einwohnerentwicklung
Die Entwicklung der Einwohnerzahl von Betteldorf, die Werte von 1871 bis 1987 beruhen auf Volkszählungen:
| Jahr | Einwohner |
| ---- | --------- |
| 1815 | 122       |
| 1835 | 150       |
| 1871 | 206       |
| 1905 | 229       |
| 1939 | 253       |
| 1950 | 237       |
| 1961 | 250       |

| Jahr | Einwohner |
| ---- | --------- |
| 1970 | 280       |
| 1987 | 252       |
| 1997 | 302       |
| 2005 | 305       |
| 2011 | 292       |
| 2017 | 251       |
| 2023 | 257       |

## Politik

### Bürgermeister
Eric Wirtz wurde 2024 Ortsbürgermeister von Betteldorf.
Sein Vorgänger war Frank Spies seit August 2019.
Die weiteren Amtsvorgänger waren Werner Michels (2004 bis 2019) und Hans Mertes (1979 bis 2004).

### Wappen
| Wappen von Betteldorf | Blasonierung: „Unter rotem Schildhaupt, darin eine goldene Zange, in Gold ein grüner Leistenschragen, belegt mit einer roten Mispel mit goldenem Butzen.“ |
| Wappen von Betteldorf | Wappenbegründung: Ortpatronin ist die heilige Apollonia, deren Symbol, die Zange, im Schildhaupt abgebildet ist. Das grüne Schrägkreuz (Leistenschragen) weist auf die Römerstraßen hin, die sich südwestlich des „Döhmberges“ kreuzten. Die frühe römische Besiedlung ist auch durch bedeutende Münzschatzfunde dokumentiert. Die rote Mispel mit goldenem Butzen ist dem Wappen des Herzogs von Arenberg entnommen. Betteldorf kam nach dem Ableben des letzten Manderscheider Grafen an das Herzogtum Arenberg. Die Farben Rot und Gold sind dem Wappen der Grafen von Manderscheid entliehen. |

## Kultur und Sehenswürdigkeiten
Zu den Sehenswürdigkeiten der Gemeinde gehört die Kapelle der St. Apolloniae aus dem 18. Jahrhundert.
Auf Betreiben des örtlichen Junggesellenvereins wurde im Sommer 1922 ein Ehrenmal errichtet, das an die Gefallenen des Ersten Weltkriegs erinnert. Auf einem Quader aus rotem Sandstein steht eine Figur des Erzengels Michael.
Etwa 750 Meter nördlich des Ortes befindet sich ein Hunnenstein, der seit 1938 als Naturdenkmal geschützt ist.
Siehe auch: Liste der Kulturdenkmäler in Betteldorf
Siehe auch: Liste der Naturdenkmale in Betteldorf